# São Pedro de Vila Frescainha
São Pedro de Vila Frescainha (oficialmente, Vila Frescainha de São Pedro) foi uma freguesia portuguesa do concelho de Barcelos, com 3,16 km² de área total e 1 593 habitantes em 2011. Possuindo uma densidade populacional de 594,4 habitantes por km².
Foi extinta em 2013, no âmbito de uma reforma administrativa nacional, tendo sido agregada às freguesias de Barcelos, Vila Boa e São Martinho de Vila Frescainha, para formar uma nova freguesia denominada União das Freguesias de Barcelos, Vila Boa e Vila Frescainha (São Martinho e São Pedro) com sede em Barcelos.
Dos Lugares que compõem a freguesia, destacam-se Gestido, Adega e Paço Velho.
Possui alguns lugares de interesse geral, como o Continente Modelo Barcelos e a Mercedes; Também possui duas igrejas, a "Nova" e a "Velha".

## População
| População da freguesia de Vila Frescainha (São Pedro) (1864 – 2011) | População da freguesia de Vila Frescainha (São Pedro) (1864 – 2011) | População da freguesia de Vila Frescainha (São Pedro) (1864 – 2011) | População da freguesia de Vila Frescainha (São Pedro) (1864 – 2011) | População da freguesia de Vila Frescainha (São Pedro) (1864 – 2011) | População da freguesia de Vila Frescainha (São Pedro) (1864 – 2011) | População da freguesia de Vila Frescainha (São Pedro) (1864 – 2011) | População da freguesia de Vila Frescainha (São Pedro) (1864 – 2011) | População da freguesia de Vila Frescainha (São Pedro) (1864 – 2011) | População da freguesia de Vila Frescainha (São Pedro) (1864 – 2011) | População da freguesia de Vila Frescainha (São Pedro) (1864 – 2011) | População da freguesia de Vila Frescainha (São Pedro) (1864 – 2011) | População da freguesia de Vila Frescainha (São Pedro) (1864 – 2011) | População da freguesia de Vila Frescainha (São Pedro) (1864 – 2011) | População da freguesia de Vila Frescainha (São Pedro) (1864 – 2011) |
| ------------------------------------------------------------------- | ------------------------------------------------------------------- | ------------------------------------------------------------------- | ------------------------------------------------------------------- | ------------------------------------------------------------------- | ------------------------------------------------------------------- | ------------------------------------------------------------------- | ------------------------------------------------------------------- | ------------------------------------------------------------------- | ------------------------------------------------------------------- | ------------------------------------------------------------------- | ------------------------------------------------------------------- | ------------------------------------------------------------------- | ------------------------------------------------------------------- | ------------------------------------------------------------------- |
| 1864                                                                | 1878                                                                | 1890                                                                | 1900                                                                | 1911                                                                | 1920                                                                | 1930                                                                | 1940                                                                | 1950                                                                | 1960                                                                | 1970                                                                | 1981                                                                | 1991                                                                | 2001                                                                | 2011                                                                |
| 266                                                                 | 261                                                                 | 265                                                                 | 354                                                                 | 418                                                                 | 406                                                                 | 446                                                                 | 507                                                                 | 549                                                                 | 767                                                                 | 1 017                                                               | 1 389                                                               | 1 591                                                               | 1 655                                                               | 1 593                                                               |